# Mas Musica
A Más Musica era uma rede de TV a cabo latina que tinha cobertura em alguns países latinos como a Venezuela, México e em todo o Caribe. Com três blocos de oito horas em sua programação musical criada ou comprada pela Viacom, produtora da MTV nos EUA. A Más Musica tinha outra concorrente criada pela Viacom: a MTV en Español. Assim, resolveram juntar as duas e formaram a mais nova MTV Tr3s.